# Kristel Meijer
Kristel Meijer (22 augustus 1986) is een Nederlands voormalig topkorfbalster. Ze werd bij DOS'46 Nederlands kampioen.

## Spelerscarrière

### Begin van carrière
Meijer begon met korfbal bij Blauw-Zwart uit Wierden. Ze doorliep haar opleiding en werd geselecteerd voor Jong Oranje.
Om op hoger niveau te spelen verruilde ze in 2005 van club en sloot zich aan bij DOS-WK, een club die in de Korfbal League speelde.

### DOS'46
In 2007 sloot Meijer zich aan bij DOS'46 uit Nijeveen. De ploeg was de regerend Nederland zaalkampioen en had een sterke selectie spelers waaronder Casper Boom, Mirjam de Kleijn en André Kuipers.
In seizoen 2007-2008 speelde DOS'46 eerst de Europacup van 2008. De ploeg doorliep de poulefase gemakkelijk en kwam in de finale het Belgische Boeckenberg tegen. DOS'46 won de finale met 19-12 en was zodoende de Europacup winnaar.
In de Nederlandse competitie deed DOS'46 het goed, maar Meijer was geen vaste basisspeelster. Ze was de 5e dame die als eerste zou invallen. Ze maakte dit seizoen minuten in 12 wedstrijden.
DOS'46 eindigde als 3e in de competitie en won in de play-offs van Dalto, waardoor het zich plaatste voor de zaalfinale. In de zaalfinale verloren ze echter van Koog Zaandijk met 18-16, waardoor DOS'46 onttroond werd als zaalkampioen.
In 2008 kreeg DOS'46 een nieuwe hoofdcoach, namelijk Daniël Hulzebosch. Onder zijn leiding kreeg Meijer een basisplaats en ondertussen was André Kuipers ook weer terug van zijn blessure. Hierdoor ging het beter met de ploeg. De ploeg werd 1e in de competitie en trof Fortuna in de play-offs. DOS'46 won in 2 wedstrijden en plaatste zich wederom voor de zaalfinale. In de finale won DOS'46 van Koog Zaandijk met 26-23.
Na seizoen 2008-2009 stopte Peter Lageweg en de ploeg kreeg het lastig. DOS'46 haalde in 2009-2010 niet de play-offs.
Ook voor Meijer eindigde dit seizoen in mineur, want ze kreeg een zware knieblessure. Dit maakte een einde aan haar carrière.

## Erelijst
- Nederlands kampioen zaalkorfbal, 1x (2009)
- Europacup kampioen zaalkorfbal, 2x (2008, 2010)

## Oranje
Meijer speelde 14 officiële wedstrijden met het Nederlands korfbalteam. Ze won goud op het WK van 2007.